# One Crowded Night
One Crowded Night  este un film dramatic american din 1940 regizat de Irving Reis. În rolurile principale joacă actorii Billie Seward, William Haade și Charles Lang.

## Prezentare
Într-un mic motel din deșertul Mojave, evenimentele din viețile mai multor oameni ating punctul culminant în aceeași noapte. Familia care merge pe marginea drumului către motel este acolo pentru a scăpa de un scandal de acasă. Întâmplător, o femeie care lucrează acolo se confruntă cu trecutul ei și, de asemenea, are legătură cu scandalul. Și alte două persoane care sosesc separat sunt și ele implicate fiecare cu altcineva; așa că sunt prinse în mijlocul evenimentelor. Totul devine clar în actul final când personajele își rezolvă problemele și greșelile lor din trecut.

## Distribuție
- Billie Seward - Gladys
- William Haade - Joe Miller
- Charles Lang - Fred Matson (Navy deserter prisoner)
- Adele Pearce - Ruth Matson
- J.M. Kerrigan - Brother 'Doc' Joseph (patent medicine peddler)
- Paul Guilfoyle - Jim Andrews
- Anne Revere - Mae Andrews
- Gale Storm - Annie Mathews
- Dick Hogan - Vince Sanders
- George Watts - Pa Mathews
- Emma Dunn - Ma Mathews
- Don Costello - Lefty (gunman chasing Jim Andrews)
- Gaylord Pendleton -  Mat Denlen (Gunman chasing Jim Andrews)
- Casey Johnson - Bobby Andrews
- Harry Shannon - Detective Lt. McDermott

## Legături externe
- One Crowded Night at TCMDB
- One Crowded Night at IMDB